# Вивче
Вивче (укр. Вівче) — село на Украине, находится в Радомышльском районе Житомирской области.
Код КОАТУУ — 1825087202. Население по переписи 2001 года составляет 35 человек. Почтовый индекс — 12223. Телефонный код — 4132. Занимает площадь 0,191 км².
Село населено чехами.

## Адрес местного совета
12223, Житомирская область, Радомышльский р-н, с. Облитки, ул. Космонавтов, 1